# Jonas Mattisseck
Jonas Mattisseck (Berlino, 16 gennaio 2000) è un cestista tedesco.

## Statistiche

### Eurolega
| Anno      | Squadra      | PG  | PT | MP   | TC%  | 3P%  | TL%  | RP  | AP  | PRP | SP  | PP  |
| --------- | ------------ | --- | -- | ---- | ---- | ---- | ---- | --- | --- | --- | --- | --- |
| 2019-2020 | Alba Berlino | 28  | 7  | 13,7 | 34,3 | 34,0 | 81,8 | 1,0 | 0,8 | 0,4 | 0,0 | 2,7 |
| 2020-2021 | Alba Berlino | 31  | 9  | 13,8 | 37,7 | 35,9 | 87,5 | 1,1 | 0,9 | 0,4 | 0,0 | 3,0 |
| 2021-2022 | Alba Berlino | 26  | 3  | 13,7 | 39,3 | 34,1 | 83,3 | 1,3 | 0,5 | 0,5 | 0,0 | 2,4 |
| 2022-2023 | Alba Berlino | 16  | 1  | 12,5 | 36,8 | 34,5 | 100  | 0,8 | 0,9 | 0,6 | 0,0 | 2,5 |
| 2023-2024 | Alba Berlino | 26  | 2  | 12,2 | 41,2 | 43,4 | 100  | 0,6 | 0,5 | 0,3 | 0,0 | 3,3 |
| Carriera  | Carriera     | 127 | 22 | 13,3 | 37,9 | 36,7 | 88,2 | 1,0 | 0,7 | 0,4 | 0,0 | 2,8 |

## Palmarès
- Campionato tedesco: 3

Alba Berlino: 2019-20, 2020-21, 2021-22
- Coppa di Germania: 2

Alba Berlino: 2019-20, 2021-22